# Earl of Cornwall
Earl of Cornwall war ein erblicher britischer Adelstitel, der neunmal in der Peerage of England verliehen wurde und nach dem County Cornwall benannt ist.

## Verleihungen und Geschichte des Titels
Erstmals wurde der Titel 1068 im Rahmen der Normannischen Eroberung Englands von König Wilhelm I. für seinen Halbbruder mütterlicherseits Robert de Conteville, Graf von Mortain geschaffen. Dessen Sohn Wilhelm, der 2. Earl, rebellierte mehrfach gegen König Heinrich I., der ihm 1104 das Earldom aberkannte.
Während der Wirren des Bürgerkriegs um die Nachfolge von Heinrich I. verlieh König Stephan den Titel 1140 in zweiter Verleihung an Alain de Bretagne, den er bereits 1138 zum Earl of Richmond erhoben hatte. Dieser geriet im Februar 1141 in der Schlacht von Lincoln in Gefangenschaft der Gegenseite unter Königin Matilda und musste für seine Freilassung auf Cornwall verzichten. Matilda verlieh den Titel daraufhin im April 1141 in dritter Verleihung an ihren Halbbruder Reginald de Dunstanville. Der Titel erlosch, als dieser 1175 starb, ohne legitime Nachkommen zu hinterlassen.
In vierter Verleihung schuf König Heinrich II. den Titel für einen Baldwin, der als „Blutsverwandter des Königs“ bezeichnet wird. Wahrscheinlich handelt es sich bei ihm um den Neffen zweiten Grades des Königs, Baldwin de Redvers, 3. Earl of Devon. Der Titel erlosch, als Baldwin 1188 kinderlos starb.
1189 belehnte König Richard Löwenherz seinen Bruder Johann Ohneland unter anderem mit dem County Cornwall, woraufhin sich dieser „Earl of Cornwall“ nannte. Alle seine Würden verschmolzen mit der Krone, als Johann 1199 seinem Bruder als König von England nachfolgte.
König Heinrich III. verlieh den Titel am 7. Februar 1217 in sechster Verleihung an Henry Fitz-Count, den Sheriff of Cornwall und unehelichen Sohn des vormaligen Earls, Reginald de Dunstanville. Dieser gab das Earldom 1120 an die Krone zurück und begab sich auf den Fünften Kreuzzug, auf dem er kinderlos starb.
Am 13. Februar 1225 verlieh König Heinrich III. den Titel an seinen Bruder Richard. Dieser wurde 1257 während des Interregnums zum römisch-deutschen König gewählt. Der Earlstitel erlosch, als dessen Sohn Edmund of Almain, der 2. Earl, am 1. Oktober 1300 starb, ohne einen Erben zu hinterlassen.
Am 6. August 1307 verlieh König Eduard II. den Titel in achter Verleihung an seinen Favoriten Sir Piers Gaveston. Der Titel erlosch, als dieser am 19. Juni 1312 ermordet wurde und keine Söhne hinterließ.
Letztmals wurde der Titel am 1. Dezember 1330 von König Eduard III. für seinen Bruder John of Eltham geschaffen. Dieser blieb unverheiratet und starb kinderlos am 13. September 1336, woraufhin der Titel erlosch.
Anstatt des Earldoms of Cornwall wurde ab 1337 der Titel Duke of Cornwall vergeben. 

## Liste der Earls of Cornwall

### Earls of Cornwall, erste Verleihung (1068)
- Robert de Conteville, Graf von Mortain, 1. Earl of Cornwall (1031–1090)
- Wilhelm de Conteville, Graf von Mortain, 2. Earl of Cornwall  (1084–1140) (Titel verwirkt 1104)

### Earls of Cornwall, zweite Verleihung (1140)
- Alain de Bretagne, 1. Earl of Richmond, 1. Earl of Cornwall († 1146) (abgesetzt 1141)

### Earls of Cornwall, dritte Verleihung (1141)
- Reginald de Dunstanville, 1. Earl of Cornwall († 1175)

### Earls of Cornwall, vierte Verleihung (um 1186)
- Baldwin, 1. Earl of Cornwall († 1188)

### Earls of Cornwall, fünfte Verleihung (1189)
- Johann, Earl of Cornwall (1167–1216), 1199 König von England

### Earls of Cornwall, sechste Verleihung (1217)
- Henry Fitz-Count, 1. Earl of Cornwall (1175–1222) (Titelverzicht 1220)

### Earls of Cornwall, siebente Verleihung (1225)
- Richard, 1. Earl of Cornwall (1209–1272), 1257–1272 römisch-deutscher König
- Edmund, 2. Earl of Cornwall (1250–1300)

### Earls of Cornwall, achte Verleihung (1307)
- Piers Gaveston, 1. Earl of Cornwall (1284–1312)

### Earls of Cornwall, neunte Verleihung (1330)
- John of Eltham, Earl of Cornwall (1316–1336)